# Collado de Cieza
Collado de Cieza es una localidad española del municipio de Cieza, perteneciente a la comunidad autónoma de Cantabria.

## Geografía
Dista once kilómetros de Villayuso de Cieza, la capital del municipio. Este lugar se encuentra en un collado natural que se forma entre las elevaciones del monte Gedo (590 m) y el pico Garita Collado (683 m), y a través del cual se comunican los valles de Cieza y Buelna.

## Historia

### Edad Antigua
En las proximidades de Collado de Cieza se localiza la Calzada de Monte Fresneda, utilizada durante años por los vecinos como camino de paso entre este valle -y- el de Buelna. 
Es el tramo de la vía romana PISORACA- PORTUS BLENDIUM que discurre por el monte denominado Fresneda. Se trata de un pequeño tramo de 2.140 metros que se extiende desde el barrio de La Contrina (Los Corrales de Buelna) y el momento en que desaparece el trazado al noroeste de Collado de Cieza. Incluye dos grandes sectores con restos de empedrado. En el primero, de 100 metros, se conservan 20 metros de encachado en perfecto estado así como restos de drenajes y encachados aislados; el segundo de 655 metros, tiene 529 metros de desarrollo conservados, que presentan gran parte del empedrado original, otros fragmentos de estructuras pétreas como drenajes y contrafuertes. La anchura original era de 3,60 metros que con el tiempo se han reducido hasta los 2,3-2,6 metros de media. En la calzada se emplearon losas de arenisca de origen local y tamaños regulares (summun dorsum) colocadas directamente sobre el sustrato geológico de arenisca de la zona (statumen) excavado y cubierto de una capa de gravilla y arena (nucleus). 
En los extremos del tramo conservado se conoce el trazado de otros fragmentos de la calzada, que no conservan empedrado.
En general, la calzada presenta un buen estado de conservación. Los añadidos y reformas posteriores a la época romana, los datados en el siglo XVII y algunas ampliaciones y mejoras del siglo XVIII cuando se aprovechó la calzada como base del denominado Camino Real, no han dañado demasiado el empedrado original; aunque en algunos puntos se registran arreglos que suponen una remodelación casi absoluta del piso original. La actividad edáfica ha producido daños puntuales, los recubrimientos parciales del trazado y la degradación de los laterales del trazado. El uso en los dos mil últimos años ha dejado su huella, causando la pérdida de algunos lienzos del empedrado. 
Fue incluida por la Resolución de 5 de septiembre de 2002, en el Inventario General del Patrimonio Cultural de Cantabria, como Bien Inventariado.

 Archivado el 4 de marzo de 2016 en Wayback Machine.

### Edad Media
En el año 978 encontramos la primera mención documental de la villa de Collado, que es donada, junto con el monasterio de San Juan de Collado, al Infantado de Covarruvias por el conde castellano García Fernández. El dominio del monasterio burgalés sobre la parroquia de Collado sería perdurable durante el Medievo. 
En 1218 la parroquia de San Juan de Collado es mencionada en la Bula dada  por el Papa Honorio III que confirma las posesiones del Infantado de Covarrubias. 
En 1222 se vuelve a recoger la dependencia de Covarrubias en el acuerdo entre el abad de este monasterio y el obispo de Burgos acerca de las tercias apiscopales en las iglesias del Infantado.
En 1980, Antonio Bourgón y Ramón Bohigas localizan una necrópolis, con un sarcófago con grabado antropomorfo en torno a la parroquia de San Juan Bautista, incluyéndola en el catálogo de yacimientos arqueológicos medievales de Cantabria. Las fechas a las que podría remontar el origen de la necrópolis correspondería a los siglos XII y XIII.

Existe un excepcional documento fechado el 9 de marzo de 1338, se trata de la partición de los bienes que quedaron por fallecimiento de Garcilaso I de la Vega «el Viejo» entre sus herederos. Uno de sus hijos, Gonzalo Ruiz de la Vega, señor de los Nueve Valles, recibió en la partición, bienes y derechos en siete villas en Asturias de Santillana; entre ellos, el castillo de Cieza, la casa de Tudanca, 4/5 partes del portazgo de Pie de Concha con la aldea de Barca y unas compras realizadas por su padre en dicho lugar. En 1350, el rey Pedro lo mandó a matar en Castro del Río donde lo tenía preso. 
El 19 de marzo de 1351, sus testamentarios vendieron todos sus heredamientos; a su hijo Garcilaso II de la Vega «el Joven», la mayor parte de sus propiedades desde Pie de Concha hasta el mar (de sur a norte) y desde Piedra Fita hasta Lobado (de oriente a occidente), que incluía a los Nueve Valles de Cantabria, Molledo, Polanco, Tagle, Villanueva de la Barca y Villa de Vega, y además otras heredades aisladas como ser Arenas, el castillo de Cieza y la casona de Tudanca, sumando unos 19 señoríos en total; a sus hijos tenidos con mancebas; y a Teresa González de la Vega, su hija y heredera quien, junto con su esposo, Pedro Ruiz de Villegas II, mayordomo entonces del conde Nuño de Lara, confirma dicha venta.
Garcilaso II de la Vega testó el 3 de octubre de 1349 (Real sobre Gibraltar).  En dicho testamento, dispuso que lo enterrasen en el Convento de Santa Clara en Castrojeriz, menciona a sus dos esposas, y deja unas mandas para los hijos de su cuñado Diego Rodríguez de Rojas. También se refiere a Sancha, mujer que fue de Juan Rodríguez de Rojas, sus suegros, y a su sobrina Juana, hija de su hermano difunto Pedro Lasso de la Vega.

En 1428, volvemos a encontrar a San Juan de Collado en la documentación de Covarruvias (SERRANO, L., 1907, pp. 20, 76, 236 y 318) cuyas rentas en la parroquia había usurpado el infante Pero Niño. Las propias indicaciones del Libro de Fábrica, confirman el dominio de Covarrubias sobre la iglesia de Collado en la antesala final del Antiguo Régimen.

### Edad Contemporánea
Hacia mediados del siglo XIX, el lugar, ya por entonces perteneciente a Cieza, tenía contabilizada una población de 179 habitantes. Aparece descrito en el sexto volumen del Diccionario geográfico-estadístico-histórico de España y sus posesiones de Ultramar de Pascual Madoz con las siguientes palabras:

COLLADO: l. en la prov. y dióc. de Santander (6 1/2 leg.), part. jud. de Torrelavega (2 1/4), aud. terr. y c. g. de Burgos, ayunt. de Cieza, sit. á orilla del arroyo titulado Lanchas, que desagua en el Besaya á corta dist. del pueblo. Tiene 40 casas, igl. parr. (San Juan Bautista) servida por un cura de ingreso y presentacion particular; una capilla pública y 2 fuentes de buenas aguas para el consumo del vecindario. Confina N. E. S. con el ayunt. de los Corrales; y O. Ucieda; por el primero y último puntos le dominan los montes Orza y Páramo, y por el E. el llamado Durnada. La calidad del terreno es mediana, le fertilizan algun tanto las aguas del mencionado arroyo y produce granos, legumbres, pastos y ganados. pobl.: 41 vec., 179 almas. contr.: con su ayunt.
(Madoz, 1847, p. 540)

En 1984 o en los inicios de 1985, el pueblo de Collado de Cieza fue conectado por carretera con Villayuso y Villasuso de Cieza, en el contexto general de los accesos de Cantabria a la Meseta. Para materializar esta conexión se prolongó la carretera de Corrales de Buelna a Collado de Cieza, que moría junto a la iglesia parroquial.
En 2022, tenía empadronados 75 habitantes.

## Arte

### Arquitectura civil
Destaca la Casona montañesa de Ortiz que data de mediados del siglo XVII. Los muros cortafuegos se prolongan hasta sobresalir como machones en piedra de sillería en la fachada principal. Entre ellos, en la planta baja, un soportal con arquería de medio punto flanqueada por dos ventanas cuadradas, y que da acceso a un vestíbulo; y en la planta principal un balcón, con balaustre de madera, o solana presidido por un blasón labrado en piedra de cueros recortados con las armas de Ortiz. El estado en que se encuentra la casa es de bastante deterioro.

### Arquitectura religiosa
La iglesia parroquial de San Juan Bautista es del siglo XVII, con planta rectangular, ábside cuadrado, nave a dos tramos y capillas colaterales abovedadas y torre a los pies. Su imaginería carece de interés artístico.
Posiblemente se levantara sobre un monasterio del mismo nombre en el siglo XV. Antiguamente, detrás de la iglesia hubo una necrópolis, debido a eso existen unos sepulcros en el muro exterior que la rodea, posiblemente pertenecientes al siglo XII o siglo XIII. 
Los collantinos de avanzada edad, sólo recuerdan un cementerio pequeño y situado en un lugar llamado Juyana o Las Torcas.
Existían varias ermitas en el término de Collado. Según el Cartulario del Infantazgo de Covarrubias existía la ermita de San Bartolomé, la cual era visitada por numerosos peregrinos durante el siglo XVI. Quizás por ello, la fiesta más importante realizada en Collado sea la de San Bartolo, el día 24 de agosto. Otra era la ermita de San Roque, por la cual se realizaban procesiones, y por la misma se dio nombre a un barrio de Collado. Otra fue la ermita de La Soledad, aún recordada por algunos habitantes y situada en un lugar conocida como La Fragua.

## Fiestas locales
San Bartolo, 24 de agosto. Virgen del Rosario, 7 de octubre. Primer fin de semana de julio, Fiesta montañera en el "Picu la Garita".

## Turismo
- Senderismo por la Ruta de la Calzada Romana del Monte Fresneda ; GR-73- Calzada de los Blendios .
- Bicicleta de Montaña: Itinerario Collado de Cieza por Los Corrales de Buelna.

## Naturaleza
Reserva Nacional de Caza del Saja, Garita Collado, Valle del Río Cieza. 